# Хансен, Арвор
Арвор Хансен (дат. Arvor Hansen; 5 ноября 1886, Копенгаген — 19 июня 1962, Фредериксберг) — датский гимнаст, бронзовый призёр летних Олимпийских игр 1912 года в командном первенстве по произвольной системе. Участвовал в командном первенстве на летней Олимпиаде 1908 года (4-е место) и в абсолютном первенстве Игр 1912 года (26-е место).